# Сунь Мен'я
Сунь Мен'я (кит.: 孙梦雅; нар. 3 травня 2001) — китайська веслувальниця на каное, олімпійська чемпіонка 2020 та 2024 років, чемпіонка світу.

## Виступи на Олімпіадах
| Олімпіада  | Дисципліна               | Місце |
| ---------- | ------------------------ | ----- |
| Токіо 2020 | каное-двійки, 500 метрів | 1     |
| Париж 2024 | каное-двійки, 500 метрів | 1     |

## Зовнішні посилання
- Сунь Мен'я на сайті International Canoe Federation (англійська)
- Сунь Мен'я на сайті Olympedia (англійська)